# Tim Harden
Pour les articles homonymes, voir Harden.
Tim Harden, né le 27 juillet 1974 à Kansas City, est un ancien athlète américain spécialiste des épreuves de sprint. Il s'est illustré en remportant le titre de champion du monde du 60 m aux Championnats du monde d'athlétisme en salle 2001 de Lisbonne. Il a également pris la 5e place du 100 m des Championnats du monde 1999 à Séville et remporté l'argent avec le relais américain du 4 x 100 m aux JO d'Atlanta en 1996.

## Carrière
Lors des Jeux olympiques 1996 d'Atlanta, Harden remporte la médaille d'argent du relais 4 × 100 mètres avec ses coéquipiers Jon Drummond, Michael Marsh et Dennis Mitchell. L'équipe des États-Unis est dominée en finale par le relais canadien. Spécialiste des sprints courts courus en salle, il remporte sa première médaille individuelle lors des Mondiaux en salle 1999 se disputant à Maebashi. Sur 60 mètres, il termine à un centième de seconde de Maurice Greene, auteur du nouveau record des championnats en 6 s 43. L'année suivante, Tim Harden obtient l'unique titre mondial de sa carrière en s'imposant en finale du 60 mètres des Championnats du monde en salle de Lisbonne. Auteur d'un temps de 6 s 44, il devance finalement son compatriote Tim Montgomery et le Britannique Mark Lewis-Francis.

## Palmarès

### Jeux olympiques
- Jeux olympiques d'été de 1996 à Atlanta :
  -  Médaille d'argent du 4 × 100 mètres

### Championnats du monde en salle
- Championnats du monde en salle 1999 à Maebashi  :
  -  Médaille d'argent du 60 mètres.
- Championnats du monde en salle 2001 à Lisbonne  :
  -  Médaille d'or du 60 mètres.